# The Dean and I
The Dean and I è un singolo del gruppo musicale inglese 10cc, pubblicato nel 1973 ed estratto dal loro primo album in studio, l'eponimo 10cc.

## Tracce
- 7"

1. The Dean and I
2. Bee in My Bonnet